# Fixed Point Theory
Fixed Point Theory (ondertitel an international journal on fixed point theory computation and applications) is een internationaal, aan collegiale toetsing onderworpen wetenschappelijk tijdschrift op het gebied van de wiskunde. De naam wordt in literatuurverwijzingen meestal afgekort tot Fixed Point Theor. Het wordt uitgegeven door de Roemeense uitgeverij Casa Cărţii de Ştiinţă Cluj-Napoca in samenwerking met de afdeling wiskunde van de Babeș-Bolyaiuniversiteit. Het verschijnt 2 keer per jaar. Het eerste nummer verscheen in 2000.